# Acheroraptor temertyorum
Acheroraptor temertyorum („Lupič z podsvětí“) byl druh menšího, vývojově vyspělého deinonychosaurního teropodního dinosaura. Žil v období pozdní svrchní křídy, asi před 66 miliony let, na území dnešní Montany v USA.

## Objev a zařazení
Jeho fosilní pozůstatky byly objeveny roku 2009 v sedimentech souvrství Hell Creek komerčními sběrateli fosilií a formálně byl popsán roku 2013. Mezi blízké příbuzné tohoto taxonu patřily například rody Kansaignathus a Deinonychus. Mohlo by se však také jednat o vývojově vyspělé zástupce kladu (podčeledi) Saurornitholestinae s blízkým příbuzným taxonem Atrociraptor.

## Popis
Acheroraptor žil až na samém konci křídy, krátce před velkým hromadným vymíráním. Byl tedy současníkem posledních severoamerických dinosaurů, jako byl Triceratops, Tyrannosaurus nebo Ankylosaurus. Acheroraptor představoval ve svých ekosystémech predátora menších rozměrů, lovil zřejmě kořist do hmotnosti zhruba 100 kilogramů. Sám acheroraptor dosahoval maximální délky asi 3 metry a hmotnosti kolem 40 kilogramů. Jeho blízkým příbuzným byl například o trochu geologicky starší asijský Velociraptor. V roce 2015 byl popsán druhý dromeosaurid ze souvrství Hell Creek, mnohem větší druh Dakotaraptor steini.

## V literární fikci
Acheroraptor je zmíněn v knize Poslední dny dinosaurů, kde téměř napadne geologa Robbena krátce po průchodu výpravy časoprostorovou škvírou do minulosti. Je popisován jako agilní opeřený teropod velikosti statného psa.